# Sant Jaume del Pont de Cabrianes
Sant Jaume del Pont de Cabrianes és una església del municipi de Sant Fruitós de Bages (Bages) inclosa en l'Inventari del Patrimoni Arquitectònic de Catalunya.

## Descripció
Església d'estil historicista d'inspiració neoromànica, amb planta rectangular i coberta a dues vessants. El portal d'entrada, encarat al migdia, és de pedra, amb portal de mig punt, formant una arquivolta. A cada costat té una columna, cadascuna sobre un pòdium extremadament alt i capitell amb decoració geomètrica i floral. A la banda de tramuntana, té un absis semicircular que abraça tota la nau. Els murs laterals estan recolzats sobre cinc petits contraforts, i, al nivell superior, per sobre d'aquests contraforts, hi ha unes petites obertures a manera d'arcuacions. Té adossat, al cantó de ponent, una construcció que havia tingut funció de rectoria. Entre aquesta darrera i l'església, s'aixeca un campanar quadrat, d'un metre per banda, que a la part superior presenta un ull per costat. El temple va ser decorat amb pintures neoromàniques de l'artista vigatà Llucià Costa.

## Història
L'església fou construïda al darrer terç del segle xix, en terrenys de la finca Bertran, responent a les necessitats de la població, assentada recentment, arran de la fàbrica tèxtil que s'hi havia construït. L'església va reemplaçar a la parroquial de Sant Jaume d'Olzinelles, en aquell moment, en plena decadència. És per aquest motiu que va obtenir el títol de parroquial. Des que el nucli del Pont de Cabrianes es va abandonar (1960-1970), l'església no té culte continuat i, de fet, actualment s'hi fan, de manera molt escadussera, celebracions com casaments i bateigs.